# 所感派
所感派是日本共产党中自1950年以后内部分裂出来的一个派系，其领袖为德田球一、野坂参三、志田重男、伊藤律等人。所感派属亲中国派，在当时日共中是主流派。
1950年1月6日，共产党和工人党情报局发表《关于日本情势》（日本の情勢について）严厉批判日共实践的和平革命理论。12日，日本共产党政治局发表《〈关于日本情势〉的相关所感》（“日本の情勢について”に関する所感）一文作出反驳，这就是“所感派”名称的由来。然而继共产党和工人党情报局之后，日共又遭到中国共产党的批判。日共党内因为不同意见而发生分歧，最后分了为两个派别。对《所感》一文表示赞同的派系被称为“所感派”，对中共和共产党和工人党情报局观点认同的称为国际派。所感派与国际派两派对立，国际派领袖志贺义雄、宫本显治等国际派人物攻击德田搞官僚主义、宗派主义。德田及其支持者则指责国际派妄图分裂党中央。在日共的第十八次和第十九次中央委员会全会上，所感派对国际派进行猛烈攻击，宫本显治被解除监察委员会议长一职，外放九州地区担任地方委员会议长。
同年6月，日本发生赤色清洗，德田球一在没有通知国际派领导人的情况下解散了第六回代表大会中央，组建临时中央，将国际派排除在党中央之外。然而不久以后，日本政府通缉日共干部，德田球一、野坂参三等人放弃了国内的领导权，与所感派的许多人物逃亡中华人民共和国，在北京设立日共指导部，俗称“北京机关”。
1951年，国际派干部袴田里见来到中国，就日共分裂一事提出申诉。在中联部部长王稼祥的陪同下，袴田里见与德田球一、野坂参三、西泽隆二一起前往莫斯科听取斯大林的裁决。在斯大林的要求下，袴田被迫接受批评，并与所感派表示和解。同年，所感派单方面召开日本共产党第5回全国协议会（五全协），决定开展“自卫武装斗争”。所感派在日本城市和农村分别组织中核自卫队、山村工作队等暴动组织，效仿欧洲城市反法西斯抵抗运动和中国“农村包围城市”的经验，袭击各地派出所、投掷燃烧弹。为了制止这一行为，日本政府制定《破坏活动防止法》。此行为使日共在民众中的支持率大幅下降，在同年的总选举里，日共党员全体落选。
此后，德田球一与野坂参三就思想理论和组织问题上发生矛盾。指导日共武装革命的德田最后没能回到日本，在1953年病死于北京。野坂参三与西泽隆二将德田的亲信伊藤律清洗，掌握了北京机关的实权。1955年，野坂参三回到日本，同国际派达成和解。日本共产党第六回全国协议会（六全协）上，野坂正式否定德田的武装革命路线，称其为极左冒险主义。所感派与国际派逐渐合流，在中国的所感派人士也陆续归国。